# Rue Golbéry
La rue Golbéry est une voie de la commune française de Colmar.

## Situation et accès
Cette voie de circulation, d'une longueur de 300 m (plus un décrochage de 20 m), se trouve dans le quartier centre.
On y accède par les rues du Nord, du 4e-Bataillon-de-Chasseurs-à-Pied, des Unterlinden, Roesselmann, du Rempart et de Ribeauvillé.
Cette voie n'est pas desservie par les bus de la TRACE même si ses bus y circulent.